# Gobernación de Lahij
La gobernación de Lahij (en árabe: لحج) es uno de los estados de Yemen. Su capital es la ciudad de Lahij.